# Немања Иванов
Немања Иванов (Димитровград, 6. октобар 1994) српски је фудбалер који тренутно наступа за Дубочицу. Игра на позицији одбрамбеног играча.